# Lotononis densa
Lotononis densa là một loài thực vật có hoa trong họ Đậu. Loài này được (Thunb.) Harv. miêu tả khoa học đầu tiên năm 1862.